# 分子機器

在微管上行走的驱动蛋白是一种分子的生物学机器，使用纳米级的蛋白质结构域动力学。

分子機器（molecular machine）也稱為奈米機器（nanomachine）是由少量的分子所組成，可以對特定的刺激（輸入）產生準機械運動（輸出）的物體。分子機器一詞也常用來表示模仿巨觀世界機器功能的分子。在奈米科技中常提到分子機器，曾提出許多有複雜結構的分子機器，目標是要建構分子組裝機。分子機器可以分為合成的及天然的兩種。
有些分子系統可以使化學或是力學過程偏離其平衡點，是在化學及奈米科技中的重要分支。只要這類的系統可以產生有用的功，依分子機器的定義來看，這也算是分子機器。
2016年诺贝尔化学奖頒給让-皮埃尔·索瓦日、弗雷澤·斯托達特及伯纳德·费林加，原因就是因為他們在分子機器上的設計及合成。